# اد میلیبند
اد ساموئل میلیبند (به انگلیسی: Ed Samuel Miliband) (زاده ۲۴ دسامبر ۱۹۶۹) سیاست‌مدار بریتانیایی حزب کارگر بریتانیا است. وی سابقاً رهبر این حزب و رهبر اپوزیسیون در مجلس عوام بریتانیا بود. وی در کابینه گوردون براون، پست‌های وزیر دفتر کابینه و وزیر انرژی و تغییرات آب‌وهوا را در اختیار داشته‌است. وی روز ۷ مهٔ ۲۰۱۵ و پس از شکست حزب کارگر در انتخابات سراسری بریتانیا در سال ۲۰۱۵ از رهبری حزب کارگر استعفا داد. برادر او دیوید میلیبند نیز از سیاستمداران ارشد بریتانیا و حزب کارگر است. این دو برادر فرزندان رالف میلیبند نظریه‌پرداز نام‌دار مارکسیست هستند.